# 海路口村
海路口村（うじぐちむら）は、熊本県の北部に位置していた村。

## 地理
- 河川：千間江湖川
- 海洋：有明海

## 歴史
- 1874年（明治7年） - 川口出村、沖新村、浦田村が合併して成立。
- 1889年（明治22年）4月1日 - 町村制施行により奥古閑村との町村組合による行政となる。
- 1927年（昭和2年）9月13日 - 有明海台風による高潮で防波堤が一里半にわたり決壊、死者54人以上[1]。
- 1956年（昭和31年）9月30日 - 川口村、中緑村、内田村、奥古閑村、銭塘村と新設合併し、天明村発足。